# Clinopodium axillare
Clinopodium axillare — вид квіткових рослин з родини глухокропивових (Lamiaceae).

## Біоморфологічна характеристика
Ароматний кущ.

## Поширення
Ендемік Болівії.